# Опсада Фамагусте
Опсада Фамагусте (1571) била је одлучујућа победа Османског царства над Млетачком републиком у Кипарском рату (1570-1573).  Турци су освојили град после једанаестомесечне опсаде, у августу 1571.

## Позадина
Почетком 1570, кад је изгорео велики арсенал у Венецији, Порта је искористила прилику и поставила захтев Млетачкој републици да преда острво Кипар. Кад је она то одбила, Турци су упутили флоту под командом сераскера Лале Мустафа-паше, која је 1. августа 1570. искрцала на острво око 50.000 људи. Рат се водио на Кипру, у водама Егејског архипелага, на Црногорском приморју, у Боки которској и Далмацији.
Најважније борбе на Кипру одиграле су се око Никозије и Фамагусте, док су се други градови предали готово без отпора. Опсада Никозије трајала је месец дана. Град је освојен 9. септембра 1570, када је непријатељ извршио општи покољ бранилаца и грађана.

## Опсада
Фамагуста је град и лука на источној обали Кипра, основана у хеленистичком периоду (274. пре н.е). Као значајна база крсташа град је доживео велики успон у 14. веку. Од 1371. до 1481. држали су га Ђеновљани, а од 1481. до 1571. Млечани, који су га јако утврдили.
У време Кипарског рата, Фамагуста је била главни град Кипра и једна од најбогатијих лука на Леванту. Град је био опасан масивним средњовековним зидинама дугим 3 км, испред којих су били 25 м широки и 14 м дубоки шанчеви.
Генерални провидур Марко Антонио Брагадино оправио је запуштене бедеме Фамагусте, довукао артиљерију и дочекао турску војску са гарнизоном од 7-8.000 људи. Опсада је трајала пуних 11 месеци, све до 4. августа 1571, кад је Фамагуста, после херојске одбране, капитулирала под условом да се да слобода свим браниоцима и слободан одлазак свима који то буду хтели. Турци су ипак извршили покољ око 300 разоружаних бранилаца, а остале су одвели као робље.

## Последице
Док је опсада Фамагусте још трајала, заузимањем папе Пија V склопљена је 20.маја 1571. Света лига између Млетака, Шпаније, Ђенове и Малте. Удружена савезничка флота је 7. октобра 1971. уништила турску флоту код Лепанта, али прекасно да помогне Фамагусти, која је пала 2 месеца раније. Град је остао под влашћу Османлија до 1878, кад га је окупирала Велика Британија.